# Boleslaw Szabelski
Boleslaw Szabelski (3. december 1896 i Radoryz - 27. august 1979 i Katowice, Polen) var en polsk komponist, organist og lærer.
Szabelski studerede på Musikkonservatoriet i Warszawa hos Karol Szymanowski. Underviste i komposition og orgel på Musikkonservatoriet i Katowice (1929-1939). Han oplærte bl.a. komponisten Henryk Gorecki.
Han har skrevet 5 symfonier, orkesterværker, koncerter, kammermusik, korværker etc. Szabelski komponerede i begyndelsen i neoklassisk og romantisk stil, men slog senere over i en seriel og atonal stil.

## Udvalgte værker
- Symfoni nr. 1 (1926) - for orkester
- Symfoni nr. 2 (1934) - for orkester
- Symfoni nr. 3 (1951) - for orkester
- Symfoni nr. 4 (1956) - for orkester
- Symfoni nr. 5 (1968) - for orkester
- Sinfonietta (1946) - for slagtøj og orkester
- Klaverkoncert (1956) - for klaver og orkester
- Koncert (1964) - for orkester